# Hard to Kill (album)
Hard to Kill är det andra indiealbumet av den amerikanske rapparen Gucci Mane. Albumet utgavs den 10 oktober 2006 och innehåller singeln "Freaky Gurl". Albumet sålde 12 000 exemplar den första veckan.

## Låtlista
| Nr | Titel                               | Producent(er) | Gästartist(er)            | Längd |
| -- | ----------------------------------- | ------------- | ------------------------- | ----- |
| 1  | "Intro"                             |               |                           | 0:38  |
| 2  | "Street Niggaz"                     | Zaytoven      |                           | 4:43  |
| 3  | "My Chain"                          | Zaytoven      | Black Magic               | 3:51  |
| 4  | "Hold Dat Thought"                  | Zaytoven      |                           | 5:23  |
| 5  | "Freaky Gurl"                       | Cyber Sapp    |                           | 3:45  |
| 6  | "Pillz"                             | Zaytoven      | Mac Bre-Z                 | 5:11  |
| 7  | "Go Head (Shawty Got a Ass on Her)" | Nitti         | Mac Bre-Z                 | 4:58  |
| 8  | "Trap Starz"                        | Zaytoven      |                           | 4:41  |
| 9  | "Drive Fast"                        | Zaytoven      |                           | 4:00  |
| 10 | "Stick Em Up"                       | Zaytoven      | La Chat                   | 4:40  |
| 11 | "Everybody Know Me                  | Zaytoven      |                           | 3:43  |
| 12 | "We Live This"                      | Zaytoven      | Black Magic & Young Snead | 4:55  |
| 13 | "Trap Gurl"                         | Zaytoven      | Gangsta Boo               | 4:56  |
| 14 | "Alley Cat"                         | Zaytoven      |                           | 3:28  |
| 15 | "Blow Pop"                          | Zaytoven      |                           | 3:40  |
| 16 | "Big Cat (Laflare)"                 | Zaytoven      |                           | 3:48  |
| 17 | "Outro"                             |               |                           | 0:16  |

- Street Niggaz samplade den första signaturmelodin från Anime-serien Revolutionary Girl Utena.

## Listpositioner
| Hitlista (2006)                     | Högsta position |
| ----------------------------------- | --------------- |
| US Billboard 200                    | 76              |
| US Billboard Independent Albums     | 4               |
| US Billboard Top R&B/Hip-Hop Albums | 13              |